# Tukulja
Tukulja (mađ. Tököl, nje. Tekele) je grad u Mađarskoj.

## Upravna organizacija
Nalazi se u Peštanskoj županiji, u kovinskom kotaru.

## Zemljopis
Nalazi se na 47°19' sjeverne zemljopisne širine i 18°58' istočne zemljopisne dužine, na Čepeljskom otoku na rijeci Dunavu.
Površine je 38,49 km². 

## Povijest
U povijesnim ispravama se prvi put spominje 1280. godine.
Jedno vrijeme je bila kraljevskim posjedom, a onda ju je kralj Ladislav IV. dao opaticama sa Zečjeg otoka (današnji Margitin otok). Od 15. stoljeća je opet u kraljevom posjedu. Bila je važnim trgovištem, gdje je bilo mnoštvo obrtnika.
Turska osvajanja nisu zaobišla ni ovaj kraj, pa je tako i Tukulja pala pod tursku vlast.
Oslobođenjem od Turaka novi gospodar postaje Eugen Savojski koji je vodio takvu useljeničku politiku koja je osiguravala povoljne uvjete za rimokatoličke doseljenike (Hrvate i Nijemce), od kojih i potječu današnje manjine Hrvata i Nijemaca. U to vrijeme su Hrvati činili većinu stanovništva koji su se uspjeli oduprijeti vanjskim utjecajima te očuvati svoje običaje, što je s druge strane pridonijelo njihovoj odvojenosti od susjednih naseljenih mjesta.
Glavne gospodarske grane su bile ratarstvo, stočarstvo i mljekarstvo.

## Stanovnici
U gradu živi 9337 stanovnika.
Stanovnici su Mađari, a od manjina Hrvati i Nijemci, koji imaju svoje manjinske samouprave.  Hrvatska manjina pored samouprave je u Tukulji imala i svoj učenički dom, a danas još djeluje mjesni KUD, orkestar "Kolo", Racki muški zbor i klub "Prelo". Višestoljetni boravak Hrvata u ovim krajevima je ostavio i brojne mikrotoponime.
Tukuljski Hrvati (Tukuljci) su se nekada nazivali Bunjevcima, ali su vremenom prihvatili ime Rac.
Govor tukuljskih Hrvata je izmiješani novoštokavski ikavski i novoštokavski (i)jekavski dijalekt hrvatskog jezika.

### Poznate osobe
- Tadija Bošnjaković, predavač filozofije na podunavskim učilištima

## Vanjske poveznice
- (mađ.) Plan ulica  Arhivirana inačica izvorne stranice od 1. listopada 2007. (Wayback Machine)